# Tlaxcala FC
Der Tlaxcala Fútbol Club ist ein Fußballverein aus Tlaxcala, der Hauptstadt des gleichnamigen Bundesstaates in Mexiko. Seine Heimspielstätte Estadio Tlahuicole im nördlich der Stadt Tlaxcala gelegenen Vorort Yauhquemehcan bietet Platz für 7.000 Zuschauer.

## Geschichte
Der Verein wurde im Sommer 2014 gegründet, um weiterhin einen Profifußballverein in der Stadt zu haben, nachdem die Lizenz des Stadtrivalen Linces de Tlaxcala veräußert worden war.
Die Männermannschaft des Tlaxcala FC erhielt für die darauffolgende Spielzeit Apertura 2014 einen Startplatz in der drittklassigen Segunda División. Dort gaben die Coyotes de Tlaxcala ihr Debüt am 23. August 2014 in einem Auswärtsspiel bei Atlético Coatzacoalcos, das 1:2 verloren wurde. Die bisher erfolgreichste Spielzeit der Coyotes war die Apertura 2015, in der zehn von 15 Spielen (unter anderem ein 6:0-Sieg im Estadio Socum beim Traditionsverein Albinegros de Orizaba) gewonnen und nur eines verloren wurden.
Erfolgreicher als die Männermannschaft war bisher aber die im selben Jahr gegründete Frauenfußballmannschaft mit der femininen Bezeichnung Coyotas de Tlaxcala. Sie erreichte in beiden Turnieren des Jahres 2015 (Clausura und Apertura) die Finalspiele um die mexikanische Frauenfußballmeisterschaft, die jedoch in beiden Fällen gegen den Río Soccer Club SJR verloren wurden.